# Myosotella myosotis
Grande ellobie
Espèce
Synonymes
- voir paragraphe #Synonymes

Statut de conservation UICN

 LC  : Préoccupation mineure
Myosotella myosotis (anciennement Phytia myosotis), la grande ellobie, est une espèce de petits mollusques gastéropodes à coquille lisse, fine et de couleur brune, atteignant 8 mm de hauteur. Elle comporte sept tours, dont le dernier occupe environ 75 % de la hauteur totale de la coquille. Myosotella est un diminutif de myosotis (myos = souris, otis= oreille).

## Description
L’ouverture est dépourvue d’opercule, elle est allongée et comporte, du côté columellaire (interne) au moins trois fortes dents. De même, le labre (externe) présente des pointements qui cependant ne sont pas figurés par tous les auteurs, ce qui pourrait indiquer l’existence de sous-espèces ou variétés. Cette espèce est en effet variable et on rencontre des individus qui ne possèdent que deux dents du côté columellaire ou aucune sur le labre. La forme pourvue de dents sur le labre est généralement considérée comme caractéristique des côtes "ouvertes" (=Ovatella denticulata). Germain est d'avis qu'il s'agit d'une espèce distincte. Lorsque la columelle ne compte que deux dents, l'espèce peut être confondue avec Leucophytia (=Auriculinella) bidentata qui se rencontre également sur la partie haute des estrans.
Les parties molles des deux espèces sont très différentes.

## Biologie
Myosotella appartient à la sous-classe des Pulmonés, c'est-à-dire qu’il est muni d’un poumon qui lui permet de respirer l’oxygène atmosphérique.
L’animal vit dans la partie haute des estrans (étage supralittoral) particulièrement dans les baies abritées et les zones estuariennes. On le trouve sous les végétaux, les débris et les blocs rocheux plus ou moins enfoncés dans le sédiment. Myosotella est un hermaphrodite protandre, comme tous les Ellobiidae et a un développement direct.

## Répartition
Myosotella myosotis se trouve sur les rivages européens, des îles Britanniques et la Baltique jusqu’à la Méditerranée et la mer Noire. En Amérique du Nord, initialement, de la Nouvelle-Écosse au Canada jusqu'en Géorgie aux États-Unis et aux Bermudes.
L’espèce a été introduite accidentellement sur la côte ouest de l’Amérique du Nord au XIXe siècle où elle est signalée de la Colombie-Britannique jusqu’à la Californie. Sa présence ne semble pas avoir perturbé notablement les espèces autochtones.

## Synonymes
- Alexia (Auricula) myosotis (Draparnaud, 1801)[7]
- Alexia acuminata Morelet, 1889[7]
- Alexia algerica Bourguignat, 1864[7]
- Alexia balearica Dohrn & Heynemann, 1862[7]
- Alexia cossoni Laterneux & Bourguignat, 1887[7]
- Alexia enhalia Bourguignat, 1887[7]
- Alexia loweana Pfeiffer, 1866[7]
- Alexia myosotis (Draparnaud, 1801)[7]
- Alexia obsoleta Pfeiffer, 1854[7]
- Alexia parva Locard, 1893[7]
- Alexia payraudeaui L. Pfeiffer, 1854[7]
- Alexia pechaudi Bourguignat, 1887[7]
- Alexia pulchella Morelet, 1889[7]
- Auricula (Alexia) meridionalis Brazier, 1877[7]
- Auricula biasolettiana Küster, 1844[7]
- Auricula botteriana Philippi, 1846[7]
- Auricula ciliata Morelet, 1845[7]
- Auricula dubia Cantraine, 1835[7]
- Auricula kutschigiana Küster, 1844[7]
- Auricula meridionalis Brazier, 1877[7]
- Auricula microstoma Küster, 1844[7]
- Auricula myosotis Draparnaud, 1801[7]
- Auricula tenella Menke, 1830[7]
- Auricula vespertina Morelet, 1860[7]
- Auricula watsoni Wollaston, 1878[7]
- Melampus gracilis R. T. Lowe, 1832[7]
- Ovatella myosotis salentina Palazzi & Curini Galletti, 1982[7]
- Ovatella myosotis (Draparnaud, 1801)[7]
- Phytia myosotis (Draparnaud, 1801)[7]
- Pythia acuminata (Morelet, 1889)[7]
- Pythia letourneuxi Bourguignat, 1887[7]

## Galerie

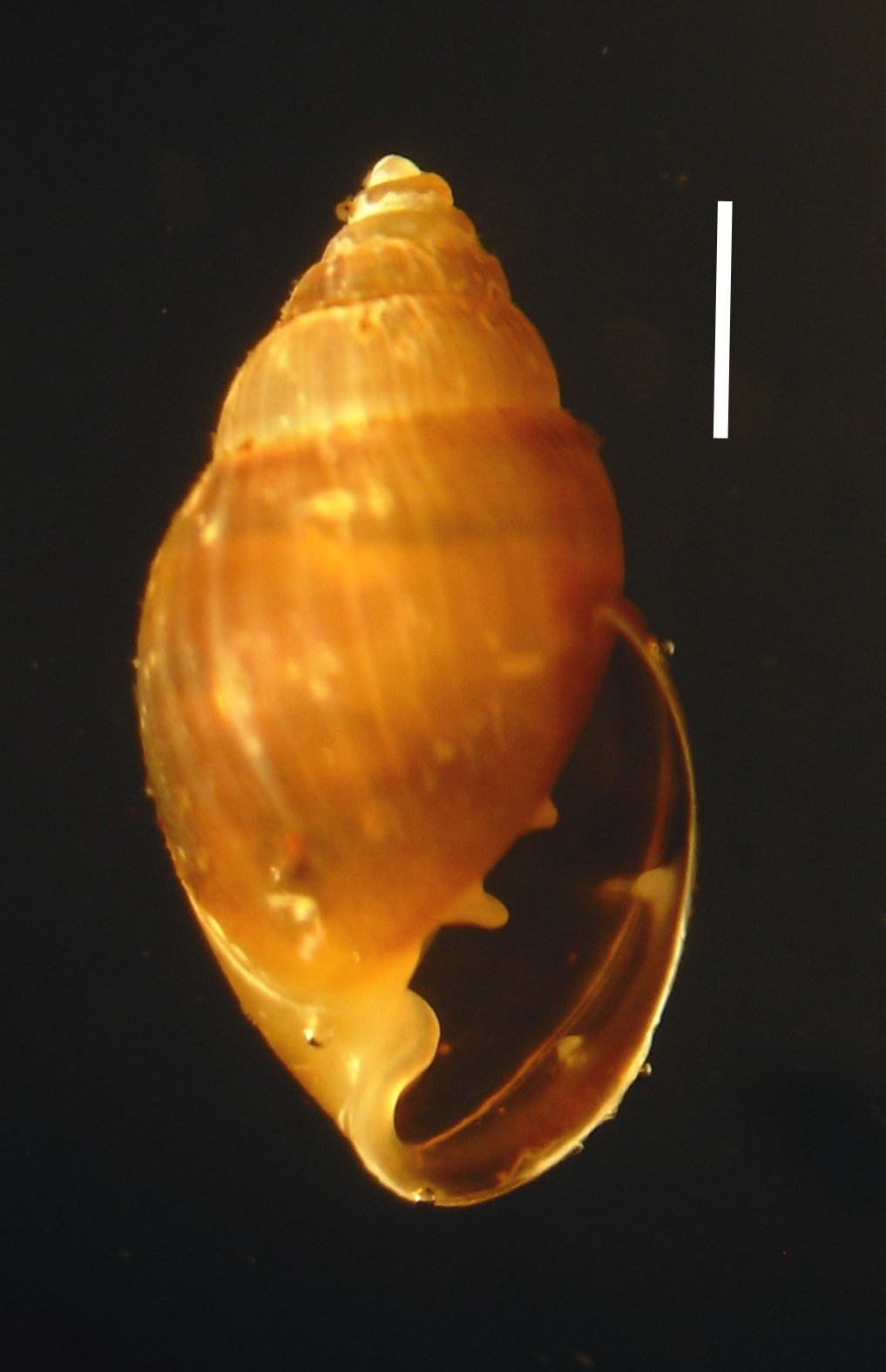
Myosotella myosotis Coquille avec trois dents du côté columellaire et deux du côté du labre. La barre mesure 1 mm
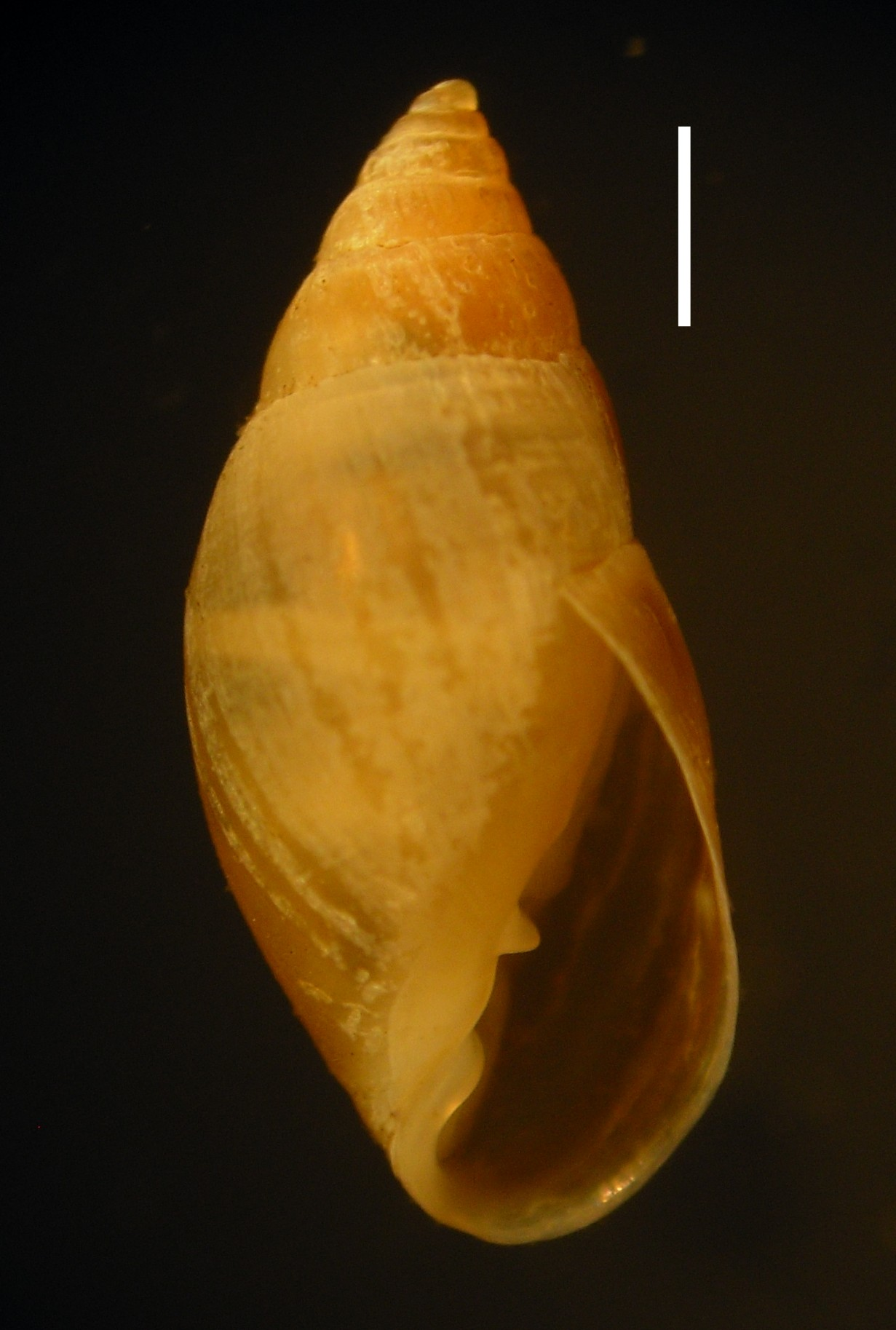
Coquille avec deux dents du côté columellaire et une, à peine marquée côté labre. La barre mesure 1 mm
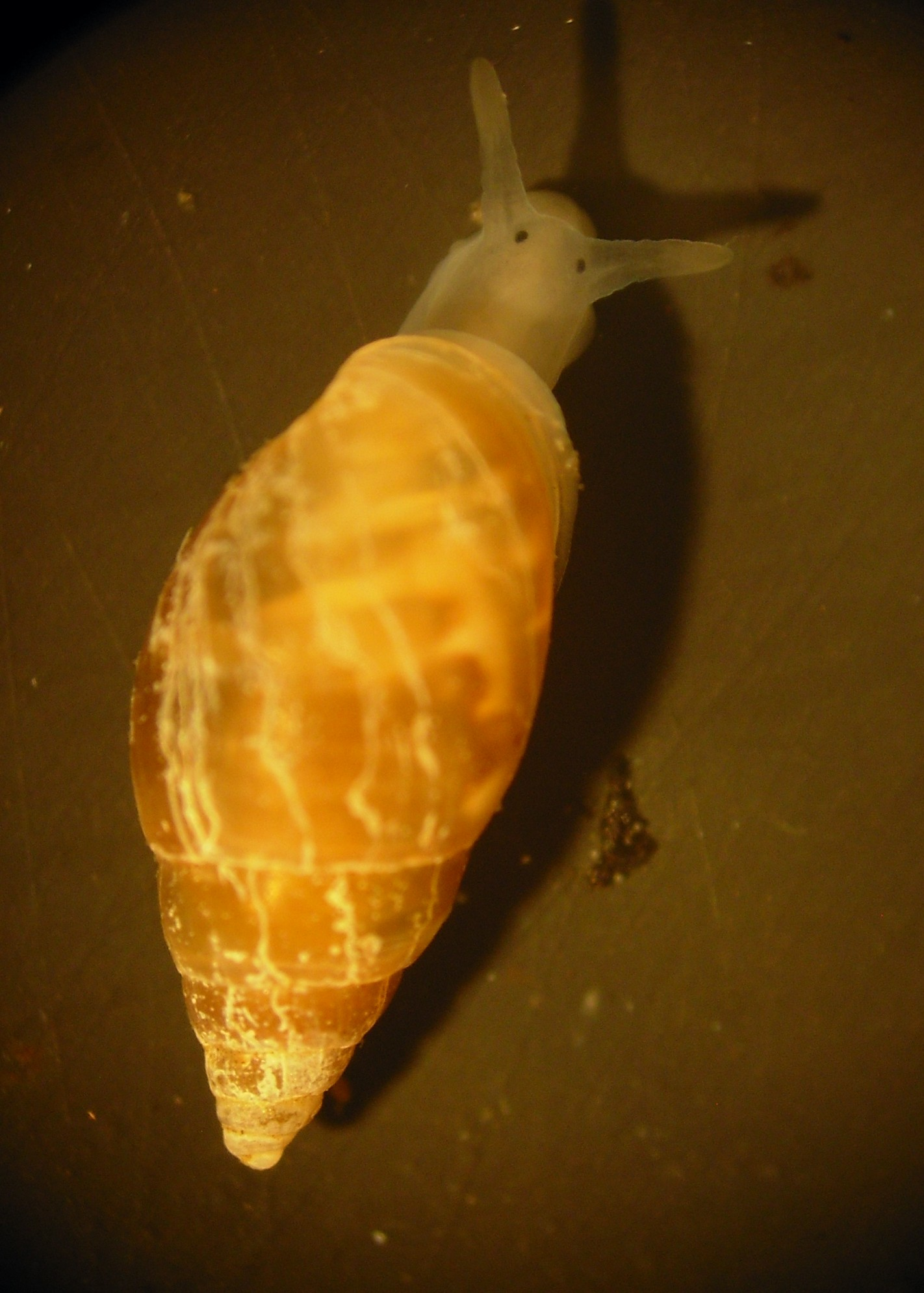
Myosotella myosotis en train de ramper